# 埼玉西武ライオンズのタイトルホルダー
埼玉西武ライオンズのタイトルホルダーは、埼玉西武ライオンズの選手が獲得したタイトルの一覧である。

## 表彰

### 最優秀選手 (MVP)
- 大下弘 (1954年)
- 中西太 (1956年)
- 稲尾和久 (1957年,1958年)
- 東尾修 (1983年,1987年)
- 石毛宏典 (1986年)
- 郭泰源 (1991年)
- 石井丈裕 (1992年)
- 工藤公康 (1993年)
- 西口文也 (1997年)
- 松井稼頭央 (1998年)
- アレックス・カブレラ (2002年)
- 山川穂高 (2018年)
- 森友哉 (2019年)

### 最優秀新人 (新人王)
- 中西太 (1952年)
- 豊田泰光 (1953年)
- 稲尾和久 (1956年)
- 池永正明 (1965年)
- 加藤初 (1972年)
- 松沼博久 (1979年)
- 石毛宏典 (1981年)
- 清原和博 (1986年)
- 森山良二 (1988年)
- 杉山賢人 (1993年)
- 小関竜也 (1998年)
- 松坂大輔 (1999年)
- 牧田和久 (2011年)
- 源田壮亮 (2017年)
- 平良海馬 (2020年)
- 水上由伸 (2022年)
- 武内夏暉 (2024年)

### 沢村栄治賞
- 石井丈裕 (1992年)
- 西口文也 (1997年)
- 松坂大輔 (2001年)
- 涌井秀章 (2009年)

### カムバック賞
- [該当者なし]

## 投手タイトル

### 最優秀防御率
- 川崎徳次 (1953年)
- 稲尾和久 (1956年,1957年,1958年,1961年,1966年)
- 東尾修 (1983年)
- 工藤公康 (1985年,1987年,1993年)
- 渡辺智男 (1991年)
- 新谷博 (1994年)
- 松坂大輔 (2003年,2004年)
- 菊池雄星 (2017年)

### 最多勝利
- 野口正明 (1952年)
- 川崎徳次 (1953年)
- 稲尾和久 (1957年,1958年,1961年,1963年)
- 池永正明 (1967年)
- 東尾修 (1975年,1983年)
- 渡辺久信 (1986年,1988年,1990年)
- 西口文也 (1997年,1998年)
- 松坂大輔 (1999年,2000年,2001年)
- 涌井秀章 (2007年,2009年)
- 菊池雄星 (2017年)
- 多和田真三郎 (2018年)

### 最多奪三振
- 河村久文 (1955年)
- 稲尾和久 (1958年,1961年,1963年)
- 田中勉 (1966年)
- 東尾修 (1975年)
- 松沼博久 (1982年)
- 渡辺久信 (1986年)
- 西口文也 (1997年,1998年)
- 松坂大輔 (2000年,2001年,2003年,2005年)
- 今井達也 (2024年)

### 最高勝率
- 西村貞朗 (1954年)
- 稲尾和久 (1957年,1961年)
- 田中勉 (1963年)
- 高橋直樹 (1983年)
- 渡辺久信 (1986年)
- 工藤公康 (1987年,1991年,1993年)
- 郭泰源 (1988年,1994年)
- 石井丈裕 (1992年)
- 西口文也 (1997年)
- 岸孝之 (2014年)

### 最多セーブ投手
- 森繁和 (1983年)
- 鹿取義隆 (1990年)
- 豊田清 (2002年,2003年)
- ブライアン・シコースキー (2010年)
- 増田達至 (2020年)

### 最優秀中継ぎ投手
- 橋本武広 (1997年)
- 森慎二 (2002年,2003年)
- 増田達至 (2015年)
- 平良海馬 (2022年)
- 水上由伸 (2022年)

## 野手タイトル

### 首位打者
- 中西太 (1955年,1958年)
- 豊田泰光 (1956年)
- 白仁天 (1975年)
- 吉岡悟 (1976年)
- 辻発彦 (1993年)
- 和田一浩 (2005年)
- 秋山翔吾 (2017年)
- 森友哉 (2019年)

### 最多本塁打
- 深見安博 (1952年)
- 中西太 (1953年,1954年,1955年,1956年,1958年)
- 土井正博 (1975年)
- 秋山幸二 (1987年)
- オレステス・デストラーデ (1990年,1991年,1992年)
- アレックス・カブレラ (2002年)
- 中村剛也 (2008年,2009年,2011年,2012年,2014年,2015年)
- エルネスト・メヒア (2014年)
- 山川穂高 (2018年,2019年,2022年)

### 最多打点
- 中西太 (1953年,1956年,1957年)
- オレステス・デストラーデ (1990年,1991年)
- アレックス・カブレラ (2006年)
- 中村剛也 (2009年,2011年,2015年,2019年)
- 浅村栄斗 (2013年,2018年)
- 山川穂高 (2022年)

### 最多盗塁
- 秋山幸二 (1990年)
- 佐々木誠 (1994年)
- 松井稼頭央 (1997年,1998年,1999年)
- 片岡易之 (2007年,2008年,2009年,2010年)
- 金子侑司 (2016年,2019年)
- 源田壮亮 (2021年)

### 最多安打
- 中西太 (1953年,1957年)
- スティーブ・オンティベロス (1983年)
- 松井稼頭央 (1999年,2002年)
- 和田一浩 (2005年)
- 片岡易之 (2008年)
- 栗山巧 (2008年)
- 中島宏之 (2009年)
- 秋山翔吾 (2015年,2018年,2019年)

### 最高出塁率
- スティーブ・オンティベロス (1983年,1984年)
- 清原和博 (1990年,1992年)
- 辻発彦 (1993年)
- 鈴木健 (1997年)
- アレックス・カブレラ (2002年)
- 中島宏之 (2008年,2009年)
- エステバン・ヘルマン (2013年)

## ベストナイン

### 投手
- 川崎徳次 (1953年)
- 西村貞朗 (1954年)
- 稲尾和久 (1957年,1958年,1961年,1962年,1963年)
- 田中勉 (1966年)
- 東尾修 (1983年,1985年)
- 渡辺久信 (1986年)
- 工藤公康 (1987年,1993年)
- 郭泰源 (1991年)
- 石井丈裕 (1992年)
- 西口文也 (1997年,1998年)
- 松坂大輔 (1999年,2000年,2001年)
- 菊池雄星 (2017年,2018年)

### 捕手
- 伊東勤 (1985年,1986年,1987年,1988年,1990年,1991年,1992年,1997年,1998年,2002年)
- 細川亨 (2008年)
- 炭谷銀仁朗 (2015年)
- 森友哉 (2018年,2019年,2021年)

### 一塁手
- 清原和博 (1988年,1990年,1992年)
- アレックス・カブレラ (2002年,2007年)
- 浅村栄斗 (2013年)
- エルネスト・メヒア (2014年)
- 山川穂高 (2018年,2019年,2022年)

### 二塁手
- 仰木彬 (1960年)
- 基満男 (1972年)
- 吉岡悟 (1976年)
- 辻発彦 (1986年,1989年,1991年,1992年,1993年)
- 高木浩之 (2002年)
- 片岡易之 (2008年)
- 浅村栄斗 (2016年,2017年,2018年)

### 三塁手
- 中西太 (1953年,1954年,1955年,1956年,1957年,1958年,1961年)
- トニー・ロイ (1966年)
- スティーブ・オンティベロス (1982年,1983年)
- 石毛宏典 (1987年,1992年,1993年)
- 鈴木健 (1997年)
- 中村剛也 (2008年,2009年,2011年,2012年,2015年,2019年)

### 遊撃手
- 豊田泰光 (1956年,1957年,1959年,1960年,1961年,1962年)
- 真弓明信 (1978年)
- 石毛宏典 (1981年,1982年,1983年,1985年,1986年)
- 田辺徳雄 (1989年,1992年)
- 松井稼頭央 (1997年,1998年,1999年,2000年,2001年,2002年,2003年)
- 中島宏之 (2008年,2009年,2011年,2012年)
- 源田壮亮 (2018年,2019年,2020年,2021年)

### 外野手
- 大下弘 (1952年,1953年,1954年,1957年)
- 関口清治 (1954年,1958年)
- 高倉照幸 (1959年,1964年,1966年)
- ドン・ビュフォード (1974年)
- 白仁天 (1975年)
- テリー・ウィットフィールド (1981年,1983年)
- 金森永時 (1985年)
- 秋山幸二 (1986年,1987年,1988年,1989年,1990年,1991年,1992年,1993年)
- 平野謙 (1988年)
- 佐々木誠 (1994年,1995年,1997年)
- ダリン・ジャクソン (1995年)
- 小関竜也 (2002年)
- 和田一浩 (2003年,2004年,2005年,2006年)
- 栗山巧 (2008年,2010年,2011年)
- 秋山翔吾 (2015年,2017年,2018年,2019年)

### 指名打者
- 大田卓司 (1976年)
- 土井正博 (1978年)
- オレステス・デストラーデ (1990年,1991年,1992年)
- ドミンゴ・マルティネス (1997年)
- 和田一浩 (2002年)
- アレックス・カブレラ (2003年)
- ホセ・フェルナンデス (2011年)
- 中村剛也 (2014年)
- 栗山巧 (2020年)

## ゴールデングラブ賞

### 投手
- 東尾修 (1983年,1984年,1985年,1986年,1987年)
- 渡辺久信 (1990年)
- 郭泰源 (1991年,1992年)
- 工藤公康 (1994年)
- 西口文也 (1997年,1998年,2002年)
- 松坂大輔 (1999年,2000年,2001年,2003年,2004年,2005年,2006年)
- 涌井秀章 (2009年,2010年)
- 菊池雄星 (2017年)

### 捕手
- 伊東勤 (1985年,1986年,1987年,1988年,1990年,1991年,1992年,1994年,1995年,1997年,1998年)
- 細川亨 (2008年)
- 炭谷銀仁朗 (2012年,2015年)

### 一塁手
- 片平晋作 (1983年)
- 清原和博 (1988年,1990年,1992年,1993年,1994年)
- 髙木大成 (1997年,1998年)
- 浅村栄斗 (2013年)

### 二塁手
- 山崎裕之 (1980年,1981年)
- 辻発彦 (1986年,1988年,1989年,1990年,1991年,1992年,1993年,1994年)
- 高木浩之 (2002年)
- 外崎修汰 (2020年,2022年)

### 三塁手
- 石毛宏典 (1987年,1988年,1991年,1992年,1993年)

### 遊撃手
- 石毛宏典 (1981年,1982年,1983年,1985年,1986年)
- 田辺徳雄 (1989年,1992年)
- 松井稼頭央 (1997年,1998年,2002年,2003年)
- 中島宏之 (2008年,2011年,2012年)
- 源田壮亮 (2018年,2019年,2020年,2021年,2022年,2023年,2024年)

### 外野手
- 金森永時 (1985年)
- 西岡良洋 (1986年)
- 秋山幸二 (1987年,1988年,1989年,1990年,1991年,1992年,1993年)
- 平野謙 (1988年,1989年,1990年,1991年,1992年,1993年)
- 佐々木誠 (1994年)
- 大友進 (1998年,1999年)
- 小関竜也 (2002年)
- 栗山巧 (2010年)
- 秋山翔吾 (2013年,2015年,2016年,2017年,2018年,2019年)

## 日本選手権シリーズ

### 最高殊勲選手賞 (MVP)
- 豊田泰光 (1956年)
- 大下弘 (1957年)
- 稲尾和久 (1958年)
- 東尾修 (1982年)
- 大田卓司 (1983年)
- 工藤公康 (1986年,1987年)
- 石毛宏典 (1988年)
- オレステス・デストラーデ (1990年)
- 秋山幸二 (1991年)
- 石井丈裕 (1992年)
- 石井貴 (2004年)
- 岸孝之 (2008年)

## クライマックスシリーズ

### MVP
- 涌井秀章 (2008年)

## セ・パ交流戦

### MVP
- [該当者なし]

## オールスターゲーム

### MVP
- 中西太 (1954年<1>,1958年<2>)
- 大下弘 (1957年<1>)
- 高倉照幸 (1965年<2>)
- 船田和英 (1969年<2>)
- 土井正博 (1975年<3>)
- 清原和博 (1986年<2>,1987年<3>,1990年<2>,1993年<1>,1996年<2>)
- 石毛宏典 (1987年<2>)
- 松井稼頭央 (1997年<1>,2001年<1>)
- 松坂大輔 (2004年<1>)
- 片岡易之 (2010年<2>)
- 中村剛也 (2011年<2>)
- 森友哉 (2018年<1>,2019年<1>)
- 源田壮亮 (2018年<2>)

## その他

### 最優秀バッテリー賞
- 工藤公康-伊東勤 (1991年)
- 石井丈裕-伊東勤 (1992年)
- 西口文也-伊東勤 (1996年,1997年,1998年)
- 豊田清-伊東勤 (2002年)
- 涌井秀章-炭谷銀仁朗 (2009年)
- 菊池雄星-炭谷銀仁朗 (2017年)
- 多和田真三郎-森友哉 (2018年)
- 増田達至-森友哉 (2019年)

### スカパー! ドラマティック・サヨナラ賞

#### 年間大賞
- 栗山巧 (2017年)
- 森友哉 (2018年)

#### 月間賞
- 浅村栄斗 (2013年5月,8月)
- 片岡治大 (2013年9月)
- 斉藤彰吾 (2014年7月)
- 中村剛也 (2015年7月 2019年7月)
- 森友哉 (2016年8月 2018年3・4月)
- 栗山巧 (2017年8月)
- エルネスト・メヒア (2019年9月)
- 山川穂高 (2020年8月)
- 栗山巧 (2022年5月)
- 若林楽人 (2024年5月)

### ゴールデンスピリット賞
- 栗山巧 (2014年)
- 秋山翔吾 (2019年)

### 月間MVP

#### 投手
- 松沼博久 (1979年8月)

- 東尾修 (1980年8月 1982年4月)
- 郭泰源 (1985年4月 1991年8月,9月)

- 工藤公康 (1991年4月)
- 石井丈裕 (1992年9月 1994年9月 1995年4月)
- 新谷博 (1994年5月)
- 西口文也 (1996年5月 1998年8月 2002年8月 2005年7月 2007年4月)
- 友利結 (1998年7月)
- 松坂大輔 (1999年7月 2002年4月 2003年5月)
- 豊田清 (1999年8月)

- 張誌家 (2004年6月)
- 涌井秀章 (2006年6月 2009年7月)
- 小野寺力 (2006年7月)
- 岸孝之 (2008年8月)
- 帆足和幸 (2009年9月)

- 牧田和久 (2013年4月)
- 高橋光成 (2015年8月)
- 十亀剣 (2017年6月)
- 多和田真三郎 (2018年4月,9月)
- ザック・ニール (2019年9月)

- 水上由伸 (2022年7月)
- 今井達也 (2023年7月)
- 武内夏暉 (2024年5月)

#### 野手
- 石毛宏典 (1981年6月 1986年6月,8月)
- 大田卓司 (1982年5月)
- 田淵幸一 (1983年5月)
- スティーブ・オンティベロス (1983年9月)
- 秋山幸二 (1985年5月 1988年6月 1990年9月 1991年5月)
- 清原和博 (1986年9月 1990年9月 1992年9月 1994年5月)
- オレステス・デストラーデ (1989年9月)

- 辻発彦 (1993年8月)
- 松井稼頭央 (1996年9月 1999年9月 2002年6月,9月)
- ドミンゴ・マルティネス (1997年5月)
- 鈴木健 (1997年8月)

- アレックス・カブレラ (2001年4月 2002年8月 2003年6月 2006年5月)
- 石井義人 (2005年5月)
- 和田一浩 (2006年8月)
- G・G・佐藤 (2008年5月 2009年9月)
- クレイグ・ブラゼル (2008年6月)

- 浅村栄斗 (2011年10月 2013年7月 2016年8月)
- 中島宏之 (2012年6月)
- 栗山巧 (2013年4月)
- 秋山翔吾 (2015年4月,6月 2017年7月 2019年5月)
- 中村剛也 (2015年7月 2018年8月 2023年3・4月)
- 山川穂高 (2017年8月,9月 2018年4月,5月,9月 2019年4月,2022年5月)
- 森友哉 (2019年8月)